# Altai-Birkenmaus
Die Altai-Birkenmaus (Sicista napaea) ist ein Nagetier in der Gattung der Birkenmäuse, das in Zentralasien vorkommt.

## Merkmale
Mit einer Kopf-Rumpf-Länge von 65 bis 79 mm, einer Schwanzlänge von 82 bis 103 mm und einem Gewicht von 9 bis 19 g zählt die Art zu den großen Vertretern der Gattung. Die Länge der Hinterfüße beträgt 16 bis 20 mm und die Ohren sind 9 bis 16 mm lang. Im graubraunen Fell der Oberseite sowie im hellgrauen Fell der Unterseite kommen meist gelbe oder rötliche Schattierungen vor. Bei einigen Exemplaren ist die Fellfarbe intensiver als bei anderen Birkenmäusen, denen ein dunkler Aalstrich fehlt. Aufgrund schwarzer Haarspitzen sind der Rücken und die Kopfoberseite dunkler gefärbt als die Körperseiten und die Wangen. Der Schwanz hat vorwiegend eine braune Oberseite und eine weißliche Unterseite, obwohl auch Exemplare mit einheitlich gefärbten Schwanz registriert wurden.

## Verbreitung
Das Verbreitungsgebiet liegt im Altai sowie im vorgelagerten Hügelland im östlichen Kasachstan und in angrenzenden Gebieten Russlands. Die Art hält sich in Regionen auf, die auf 400 bis 2200 Meter Höhe liegen. Die Altai-Birkenmaus lebt in offenen Landschaften wie Steppen mit vereinzelten Büschen, Wiesen und Ackerflächen, die in der Nähe offener Wälder liegen.

## Lebensweise
Die Exemplare sind in der warmen Jahreszeit von der Abend- bis zur Morgendämmerung aktiv. In diesen Monaten sammeln sie Fettreserven an, um den 7,5 bis 8,5 Monate langen Winterschlaf zu überstehen. Bei schlechten Wetterverhältnissen kann die Altai-Birkenmaus auch im Sommer einen Starrezustand (Torpor) einnehmen. Zur Nahrung zählen Insekten und andere wirbellose Tiere, Samen, Beeren und grüne Pflanzenteile. Vermutlich leben die Individuen vorwiegend einzelgängerisch. Unter günstigen Voraussetzungen kann die Populationsdichte in einem begrenzten Gebiet sehr hoch sein.
In der Fortpflanzungszeit, die von Ende Juni bis in die erste Hälfte der August reicht, haben Weibchen meist einen Wurf mit bis zu sechs Nachkommen. Durchschnittlich werden vier Jungtiere pro Wurf geboren. Aufgrund eines Weibchens das gleichzeitig aktive Milchdrüsen hatte und trächtig war, wird angenommen, dass gelegentlich zwei Würfe pro Jahr vorkommen.

## Bedrohung
Landschaftsveränderungen können in Zukunft eine Verkleinerung des Verbreitungsgebiets hervorrufen. Mitte der 2010:er Jahre war es noch größer als 100.000 km². Die Altai-Birkenmaus wird deswegen von der IUCN als „nicht gefährdet“ (least concern) gelistet.